# Uromyrtus archboldiana
Uromyrtus archboldiana är en myrtenväxtart som först beskrevs av Elmer Drew Merrill och Lily May Perry, och fick sitt nu gällande namn av Andrew John Scott. Uromyrtus archboldiana ingår i släktet Uromyrtus och familjen myrtenväxter. Inga underarter finns listade i Catalogue of Life.